# Економічна думка Стародавнього Сходу
Економі́чна ду́мка Старода́внього Схо́ду має в основному релігійну форму і підпорядкована вирішенню соціальних та політичних проблем. В економічних творах того часу проблеми економіки в цілому не стали предметом наукового аналізу. У той же час економічні праці містили рекомендації з управління державою і контролю за економічною діяльністю громадян.

### Економічна думка Стародавнього Китаю
Одним з перших економічних праць є Давньо Китайський «Гуан-Цзи», 564 об'єднав трактату, створених в 7-4. до нашої ери. В «Гуан-Цзи» з'явилася ідея врівноваження ринкової стихії. Правитель повинен утримувати товар, який знаходиться у надлишку у населення і випускати в обіг товар, який знаходиться в недостачі. Автори трактатів висловлювалися за нормовану емісію грошових знаків, а також державне регулювання цін з метою стабілізації економіки.

### Економічна думка Стародавньої Індії
Основним економічним працею Стародавньої Індії є трактат «Артхашастра» складається з 15 книг. Трактат присвячено «Артхе» — матеріальній вигоді, яку можна отримати шляхом завоювання нових населених земель. За рахунок доходів від нових земель цар може зібрати більше військ і в результаті стати «володарем світу». У трактаті є конкретні рекомендації для поповнення скарбниці: максимально можливі і різноманітні податки, у тому числі за алкогольні напої, стягнення коштів з паломників, страта і конфіскація майна злочинців. Однією з головний завдань ставиться боротьба з корупцією і як заходи боротьби пропонується часта зміна чиновників, щоб вони не встигли звикнути до посади і використовувати своє становище в корисливих цілях.

### Економічна думка Вавилонії
Соціально-економічним працею в Вавилонії є закони царя Хаммурапі, в яких задавалися конкретні кроки щодо поліпшення економічної ситуації. Значною мірою приділялася увага захисту майна громадян, в першу чергу чиновників і воїнів. Закони Хаммурапі будувалися на основі поділу населення на повноправних вільних громадян, неповноправних вільних і рабів. Відповідно, покарання для повноправних вільних було найменшим, для рабів — найбільшим. Регулювалася діяльність лихварів: чітке визначення відсоткової ставки, обмеження боргового рабства трьома роками, у разі неврожаю термін погашення боргу продовжувався, встановлювалася відповідальність за жорстоке поводження з боржниками. Велика увага приділялася питань найму, але не було різниці між найманням людей чи майна.

### Економічна думка Стародавнього Єгипту
Головною проблемою давньоєгипетської літератури було питання управління. В «Повчаннях» відбивалися питання управління на різних рівнях, в «Повчаннях геракліопольського царя своєму синові Мерікара» приділялася увага зміцненню чиновницького апарату, в «Повчаннях Ахтоя, сина Дуауфа, своєму синові Піопі» прославлялася кар'єра писаря. З літературних джерел можна зробити висновок про високий рівень централізації управління в Стародавньому Єгипті.

### Примітка
1. 1 2  Е. Н. Лобачёва, 22.1. «Экономическая мысль Древнего Востока», стр. 435
2. ↑  Е. Н. Лобачёва, 22.1. «Экономическая мысль Древнего Востока», стр. 433
3. 1 2  Е. Н. Лобачёва, 22.1. «Экономическая мысль Древнего Востока», стр. 434